# Carlo Dalmazio Minoretti
Carlo Dalmazio Minoretti, né le 17 septembre 1861 à Cogliate  en Lombardie,  Italie, et mort le 13 mars 1938 à Gênes, est un cardinal italien de l'Église catholique romaine.

## Biographie
Carlo Dalmazio Minoretti est professeur au séminaire de Monza et au séminaire de Milan et fait de travail pastoral dans l'archidiocèse de Milan. Il est nommé évêque de Crema en 1916 et est promu archevêque de Gênes en 1925.
Le pape Pie XI le créé cardinal lors du consistoire du 15 juillet 1929.

## Succession apostolique
Carlo Dalmazio Minoretti a ordonné les évêques suivants :
- Évêque Giovanni Battista Anselmo, P.I.M.E. (1929)
- Évêque Candido Domenico Moro (de), O.F.M. (1931)
- Évêque Vittorio Consigliere, O.F.M.Cap. (1931)
- Évêque Francesco Canessa (1937)